# Makar (гідрографічний катамаран)
Makar — індійські гідрографічні катамарани.

## Будова
Гідрографічний катамаран «Makar» — корпус сталевої конструкції з верхньою частиною, виконаною в основному з алюмінію. Силова катамарана — енергетична 2-вальна установка з гвинтами гребного типу. Два дизеля «Cummins KTA 38M2» загальною потужністю 2000 кВт і два дизеля економходу «Cummins QSK 19M» загальною потужністю 1120 кВт. Катамарани по проекту повинні оснастити гідрографічною апаратурою від відомих західних компаній, до якої входять і два підводних апарати з дистанційним управлінням «Kongsberg HUGIN 1000».
Можливо, при дооснащенні на військово-морській базі буде встановлено наступне озброєння:
- Автоматична артилерійська гармата калібру 30-мм
- Кілька кулеметів калібру 12.7 мм

## Основні характеристики
- Водотоннажність 264 тонни
- Повний дедвейт 500 тонн
- Довжина 53.1 метри
- Ширина 16 метрів
- Осадка 2.2/4.5 метра
- Швидкість макс / економ — 18/12 вузлів
- Обладнання — комп'ютеризовані сенсорні екрани управління, радарні системи, спецсистема управління в екстрених ситуаціях тощо
- Дальність на економході до 4.8 тисяч кілометрів
- Команда судна-катамарана — 57 осіб (з них 10 осіб офіцерського складу)

## Використання
Судно-катамаран «Makar» вже здійснив перехід з порту «Ghogha» до військово-морської бази Мумбая, де йому встановлять навігаційну апаратуру і гідрографічне комп'ютерне обладнання. Після встановлення устаткування судно отримає ім'я «INS Makar». При виконанні щоденних безпосередніх завдань судно-катамаран зможе взяти участь, за необхідністю, у патрулюванні/обороні прибережної зони і в пошуково-рятувальних операціях. Крім того, можливе залучення судна для вивчення Індійського океану.